# Torbole Casaglia
Torbole Casaglia – miejscowość i gmina we Włoszech, w regionie Lombardia, w prowincji Brescia.
Według danych na rok 2004 gminę zamieszkiwało 5108 osób, 392,9 os./km².